# 蒲郡市立西浦中学校
蒲郡市立西浦中学校（がまごおりしりつ にしうらちゅうがっこう）は愛知県蒲郡市西浦町にある公立中学校。

## 概要
- 愛知県蒲郡市西浦町にある公立中学校。「西中（にしちゅう）」とも呼ばれる。
- 設立当時は同町宮地にあり、1963年（昭和38年）に現在地へ移転。
- 西浦中学校の近くに西浦小学校があり、当中学校への進学は西浦小学校のみである。
- クラス数は6クラス（1年1クラス、2年2クラス、3年2クラス）。2クラスの学年はA組・B組と分けられ、更に特別支援学級F組が存在する（平成26年度時点）。
- 校訓は「愛と耐」。スローガンは「豊かな心 確かな学力 健やかな体」。
- 現在少子化及び過疎化の影響で生徒数の減少が問題となっている。
- 委員会の数は7委員会から5委員会へと平成25年度に削減された。

## 主な行事
- 入学式・始業式
- 修学旅行（3年）
- 職場体験学習（2年）
- 部活動激励会
- 体育大会
- 西中文化の日
- 合唱コンクール
- 自然教室（2年）
- 卒業式
- 終業式

## 部活動
- バスケットボール部男女
- 卓球部男女
- ソフトテニス部男
- 吹奏楽部男女

なお、生徒数の減少により、「バレーボール男子」「ソフトテニス女子」は平成22年度に、「バレーボール部女子」は平成27年度に廃部となった。

## 沿革
- 1947年（昭和22年）4月1日 - 西浦町立西浦中学校創立。
- 1963年（昭和38年）1月12日 - 宝飯郡西浦町宮地から同町原山へ移転。
- 1963年（昭和38年）4月1日 - 蒲郡市立になる。
- 1964年（昭和39年）4月14日 - 体育館竣工。
- 1973年（昭和48年）7月17日 - プール完成。
- 1980年（昭和55年）5月5日 - 「学校環境緑化コンクール」日本一の文部大臣賞を受賞する。
- 2004年（平成16年）4月1日 - 2学期制導入。
- 2010年（平成22年）3月 - 耐震補強工事開始
- 2010年（平成22年）8月 - 耐震補強工事終了
- 2011年（平成23年）5月 - 東日本大震災の影響で、修学旅行の行き先を関東方面から関西方面へ変更する。

## 交通
- 名鉄 西浦駅から徒歩約17分
- 名鉄バス 空ヶ谷バス停下車徒歩約8分